# Hundstock
Der Hundstock ist eine Bergspitze im Schweizer Kanton Uri auf 2213 m ü. M.
Der Gipfel ist ungefähr einen Kilometer westlich vom Spilauersee entfernt.